# Terry Delancy
Terry Delancy (ur. 28 lutego 1994 roku w Nassau) – bahamski piłkarz reprezentujący klub Cavalier FC oraz drużynę narodową Bahamów. 

## Kariera klubowa
Lata juniorskie spędził w drużynie uniwersyteckiej South Florida Bulls. Pierwszym jego seniorskim klubem była drużyna Tampa Bay Rodies. W 2018 roku wrócił do ojczyzny, by grać w Cavalier FC, którego zawodnikiem jest do dzisiaj.

## Kariera reprezentacyjna
Terry Delancy zadebiutował w reprezentacji Bahamów przegranym meczem u siebie 0:5 z reprezentacją Bermudów w ramach eliminacji do Mistrzostw Świata w 2018 roku. Dnia 16 marca 2019 roku popisał się hat trickiem w spotkaniu towarzyskim z reprezentacją Turks i Caicos. Na dzień 24.10.2020 jego bilans reprezentacyjny to 11 meczów i 4 gole.

## Bramki w reprezentacji
| Nr. | Data             | Miejsce                                   | Przeciwnik     | Gol na | Rezultat | Kompetycja                      |
| --- | ---------------- | ----------------------------------------- | -------------- | ------ | -------- | ------------------------------- |
| 1.  | 16 Marca 2019    | Thomas Robinson Stadium, Nassau, Bahamy   | Turks i Caicos | 1–0    | 6–1      | Towarzyski                      |
| 2.  | 16 Marca 2019    | Thomas Robinson Stadium, Nassau, Bahamy   | Turks i Caicos | 2–0    | 6–1      | Towarzyski                      |
| 3.  | 16 Marca 2019    | Thomas Robinson Stadium, Nassau, Bahamy   | Turks i Caicos | 4–0    | 6–1      | Towarzyski                      |
| 4.  | 17 November 2019 | Ergilio Hato Stadium, Willemstad, Curaçao | Bonaire        | 1–0    | 1–1      | Liga Narodów CONCACAF 2019/2020 |